# سری کراوچوک
سری کراوچوک (روسی: Сергей Кравчук؛ زادهٔ ۳ ژوئن ۱۹۶۴) ورزشکار شمشیربازی اهل اتحاد جماهیر شوروی سوسیالیستی است.
وی در مسابقات کشوری و بین‌المللی در مجموع برندهٔ ۱ مدال برنز شده‌است.